# Ë (letter)

Latijnse letter E met trema. fonts: Helvetica en Times New Roman

De Ë (onderkast: ë) is een in het Latijns alfabet voorkomende letter. De letter wordt gevormd door het karakter E met een daarboven geplaatste trema.
De Ë wordt in de meeste talen, waaronder het Nederlands, Afrikaans, Catalaans, en Frans, niet gebruikt voor een specifieke klankweergave, maar om aan te geven dat E niet met een voorgaande klinker een diftong vormt, maar met een hiaat alléén uit te spreken is. Voorbeelden zijn in het Nederlands koloniën en in het Frans Noël.
Voor de spellingwijziging van 1996 werden Nederlandse woorden die zijn samengesteld uit een woord dat eindigt met een e die gevolgd wordt door een woord dat begint met een e, geschreven met een trema op de eerste letter van het tweede deel van het woord, bijvoorbeeld "zeeëgel". Tegenwoordig worden deze woorden geschreven met een liggend streepje tussen beide delen, bijvoorbeeld "zee-egel".
In het Albanees, Kasjoebisch, Luxemburgs en Tagalog vormt de Ë een afzonderlijke letter van het alfabet, die wordt uitgesproken als ([ǝ]) (schwa), in het Limburgs wordt de Ë ook veel gebruikt en heeft ook de klank van de schwa.

## Weergave op de computer
In Unicode vindt men de Ë onder de codes U+00CB (hoofdletter) en U+00EB (onderkast). In ISO 8859-1 hebben de letters dezelfde plek.
In TeX worden de Ë en ë weergeven door respectievelijk \"E en \"e te gebruiken.